# Navasota (Teksas)
Navasota je grad u američkoj saveznoj državi Teksas. Prema popisu stanovništva iz 2010. u njemu je živjelo 7.049 stanovnika.